# Fiodor Fiedienko
Fiodor Aleksandrowicz Fiedenko, ros. Федор Александрович Феденко (ur. 7 lutego?/20 lutego 1903 we wsi Iwanowka, ujezd wierchniednieprowski, zm. 19 lutego 1973 w Moskwie) – Ukrainiec, radziecki oficer wywiadu wojskowego, generał porucznik (2 maja 1945).

## Życiorys
Pochodził z rodziny robotniczej. W Armii Czerwonej od 1920, od 1926 członek WKP (b). 
W 1917 ukończył szkołę ludową i w 1918 szkołę dwuklasową w wiosce Saksagań ujezdu kriworożskiego. Od września 1920 – roczne 44 Kursy Piechoty w Jekaterynosławiu, w latach 1922–1925 Ukraińską Szkołę Kawaleryjską im. S,M. Budionnego w Zinowiesku i w latach 1933–1936 specjalny fakultet Wojskowej Akademii im. M.W. Frunzego.
Pracował w młynie jako palacz – czeladnik, w czasach radzieckich był urzędnikiem komisariatu wojskowego (1918–1920), uczestniczył w wojnie domowej, w 1919 roku został aresztowany przez władze Denikina.
Dowódca plutonu, zastępca szefa szkoły pułkowej Nowogrodzko-Wołyńskiego pułku 6 Dywizji Kawalerii (wrzesień 1925 — październik 1926), dowódca plutonu 36 Samodzielnego Zapasowego Eskadronu Kawalerii, skarbnik – kwatermistrz w tej dywizji (październik 1926 - październik 1929), zastępca szefa, szef zaopatrzenia gospodarczego 33 pułku kawalerii (październik 1929 – listopad 1931), szef 4 sekcji 6 Czongarskiej Dywizji Kawalerii (listopad 1931 – kwiecień 1933).
W organach wywiadu wojskowego (RU RKKA - GRU Sztabu Generalnego Sił Zbrojnych ZSRR): do dyspozycji I (zachodniego) oddziału (październik 1936 – czerwiec 1938), oficer szyfrowy ambasady ZSRR w USA. Szef wydziału (czerwiec 1938 – maj 1939) i jednocześnie p-o zastępcy szefa I wydziału (agenturalnego), szef I wydziału (maj 1939 – sierpień 1940), w dyspozycji RU-GRU (1940–1943), starszy doradca wywiadu w Armii Chińskiej. 
Po napaści Niemiec na ZSRR był szefem II Zarządu (1943–1945), pełnił funkcję generalnego dowódcy wywiadu wojskowego na Daleki Wschód (sierpień - wrzesień 1945), został wysłany do Changchun w celu monitorowania kapitulacji i rozbrojenia Armii Kwantuńskiej. W styczniu 1943 został nominowany do nagrody „za znakomitą działalność wywiadowczą za granicą”.
Zastępca szefa GRU, rezydent (szef grupy zadaniowej) GRU w NRD. Redaktor naczelny magazynu „Wojennyj zarubieżnik”. 
Pochowany na Cmentarzu Wwiedeńskim w Moskwie.

## Nagrody i odznaczenia
Odznaczony Orderem Lenina, trzema Orderami Czerwonego Sztandaru, Orderem Suworowa II klasy, dwoma Orderami Kutuzowa II klasy, Orderem Czerwonej Gwiazdy, medalami.